# Landkreis Stade
Landkreis Stade – powiat w niemieckim kraju związkowym Dolna Saksonia. Siedziba powiatu znajduje się w mieście Stade.
Drugim co do wielkości miastem powiatu jest Buxtehude.

## Podział administracyjny
Powiat składa się z:
- dwóch miast
- dwóch samodzielnych gmin (niem. Einheitsgemeinde)
- siedmiu gmin zbiorowych (Samtgemeinde)

Miasta:
| Lp. | Nazwa miasta | Ludność (31.12.2008) | Powierzchnia km² |
| --- | ------------ | -------------------- | ---------------- |
| 1   | Buxtehude    | 39.522               | 76,49            |
| 2   | Stade        | 45.918               | 110,03           |

Gminy samodzielne:
| Lp. | Nazwa gminy | Ludność (31.12.2008) | Powierzchnia km² |
| --- | ----------- | -------------------- | ---------------- |
| 1   | Drochtersen | 11.964               | 126,74           |
| 2   | Jork        | 11.805               | 62,27            |

Gminy zbiorowe:
| Lp. | Nazwa gminy             | Ludność (31.12.2008) | Powierzchnia km² | Liczba gmin |
| --- | ----------------------- | -------------------- | ---------------- | ----------- |
| 1   | Apensen                 | 8089                 | 74,01            | 3           |
| 2   | Fredenbeck              | 12 791               | 143,99           | 3           |
| 3   | Harsefeld               | 20 277               | 165,28           | 4           |
| 4   | Horneburg               | 11 520               | 59,98            | 5           |
| 5   | Lühe                    | 9891                 | 57,93            | 6           |
| 6   | Nordkehdingen           | 7617                 | 193,02           | 5           |
| 7   | Oldendorf-Himmelpforten | 17 497               | 196,24           | 10          |

## Zmiany administracyjne
- 1 stycznia 2014
  - połączenie gminy zbiorowej Oldendorf z gminą zbiorową Himmelpforten w gminę zbiorową Oldendorf-Gimmelpforten.